# Surviving Evil (émission de télévision)
Surviving Evil est une série d'investigations américaine en 10 épisodes de 48 minutes. Diffusée sur IDiscovery. Charisma Carpenter en est la présentatrice.

## Synopsis
Surviving Evil raconte le parcours de personnes ayant vécu des drames.

## Casting
Charisma Carpenter est la seule actrice de l'émission, lors du premier épisode elle y raconte son propre drame.

## Évolution
Durant la première saison Charisma Carpenter n'intervient qu'en tant que présentatrice, elle fait de courtes apparitions entre les séquences de reconstitutions. Lors de la saison 3, elle assure les interviews des victimes qu'elle reçoit sur son plateau. 
Pour la 4e saison, la chaine IDiscovery a décidé de prendre une nouvelle direction en se séparant de sa présentatrice.